# Rudy (czołg)
Rudy – nazwa fikcyjnego czołgu, w którym walczyli główni bohaterowie powieści Janusza Przymanowskiego oraz serialu telewizyjnego pod tytułem Czterej pancerni i pies. Czołg ten nosił numer taktyczny (boczny) 102.

## Pochodzenie nazwy
Nazwa ta została nadana na cześć rudowłosej Marusi Ogoniok (zagranej przez Polę Raksę), rosyjskiej sanitariuszki, narzeczonej Janka (zagranego przez Janusza Gajosa). W serialu nadana została w piątym odcinku pt. Rudy, miód i krzyże.

## „Rudy” i czołgi go grające
„Rudy” był radzieckim czołgiem T-34 model 1941/42. Do 1 Brygady Pancernej im. Bohaterów Westerplatte dostarczyli go oficer polsko-rosyjskiego pochodzenia por. Olgierd Jarosz (w książce nazywa się Wasyl Semen i jest Rosjaninem o korzeniach ukraińskich) oraz Gruzin plut. Grigorij Saakaszwili. Na początku 1944 otrzymał on numer boczny (taktyczny) „102” (1 Pułk Czołgów – kompania sztabowa – drugi czołg po dowódcy kompanii). W końcowej fazie bitwy pod Studziankami załoga podjęła decyzję o nadaniu czołgowi imienia. Kpr. Gustaw Jeleń proponował „Gniadego”, jednak ostatecznie wygrała propozycja Olgierda (Wasyla) nazwania czołgu „Rudy” na cześć Marii „Ogoniok”, rannej ukochanej kpr. Jana Kosa, właściciela maskotki (i pełnoprawnego żołnierza) brygady – psa Szarika. Podczas szturmu warszawskiej Pragi „Rudy został trafiony. Chociaż większość załogi trafiła do szpitala, to 102 mógł kontynuować walkę. Czołg został uszkodzony w czasie walk pod Wejherowem, lecz dzięki staraniom chcącej kontynuować walkę na tej maszynie załogi, „Rudy” otrzymał nowy silnik. Po śmierci Olgierda (Wasyla) nowym dowódcą został Janek, a jego dotychczasowe miejsce zajął szer. Tomasz Czereśniak. Załoga została skierowana ponownie na front tocząc kilka potyczek z niedobitkami hitlerowców nad Bałtykiem, gdzie współdziałała ze szwadronem kawalerii wachm. Feliksa Kality. W czasie forsowania Odry wspólnie z 1 Dywizją Piechoty załoga została wzięta do niewoli. Podczas ucieczki „Rudy” stracił wieżę, a następnie został spalony przez Janka w czasie obrony zdobytej przezeń placówki. W Ritzen załoga zostaje przydzielona do kupionego za pieniądze ze zbiórki gdańszczan nowego czołgu T-34-85. Wóz otrzymał numer boczny i imię po swoim poprzedniku, ale ze względu na rozszerzoną do pięciu osób załogę do pancernych dołączył kierowca brygady – kpr. Franciszek Wichura. Czołg „Rudy” 102 stoczył bój nad Kanałem Hohenzollernów wraz z czołgami por. Kozuba i motocyklistami kpr. pchor. Daniela Łażewskiego, a następnie wziął udział w szturmie centrum Berlina walcząc o Tiergarten, gdzie osłaniała go grupa szturmowa sierż. Szawełły. Swój szlak bojowy zakończył nad Łabą. Po wojnie „Rudy” wraz z załogą pełnił służbę w Sudetach.

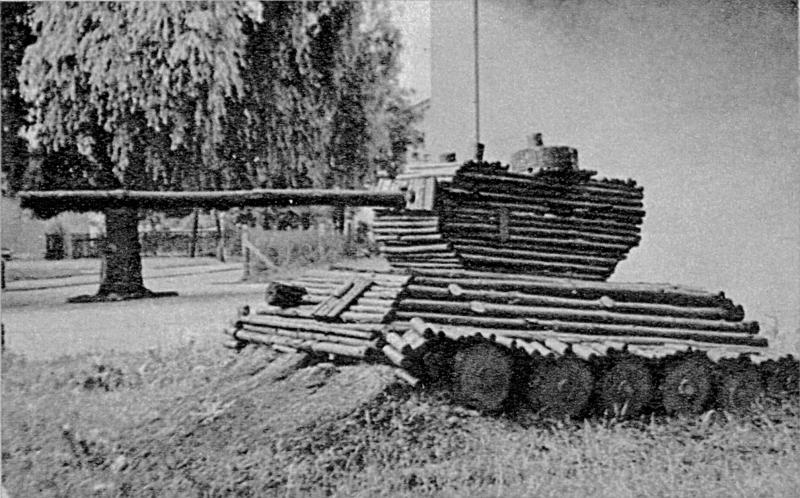
Wykonany przez nieznanych entuzjastów serialu z Rawicza drewniany czołg „Rudy”. Rok 1970

W serialu, od samego początku ze względu na znikomą ilość T-34/76, we wszystkich odcinkach rolę Rudego gra wyłącznie czołg T-34-85. Rudego 102 grały trzy czołgi: dwa z Żagania i jeden z Wrocławia. Żagańskie czołgi po skończeniu zdjęć do filmu posłużyły jako cele na poligonie, ostatecznie trafiły na złom. Wrocławskiego Rudego 102 można dziś oglądać w Muzeum Motoryzacji i Techniki w Otrębusach pod Warszawą.
W Muzeum Broni Pancernej Centrum Szkolenia Wojsk Lądowych im. Stefana Czarnieckiego w Poznaniu prezentowany jest przekrój T-34-85, który był wykorzystywany w trakcie filmowania scen we wnętrzu „Rudego” w II i III serii (w pierwszej serii wykorzystano makietę wybudowaną w studiu we Wrocławiu). Czołg ten został uszkodzony w trakcie bitwy o Poznań w 1945 r. i został przekazany do Szkoły Oficerskiej, gdzie po wycięciu otworów w kadłubie służył jako pomoc naukowa.

## Serialowa załoga

### T-34 model 1941/42

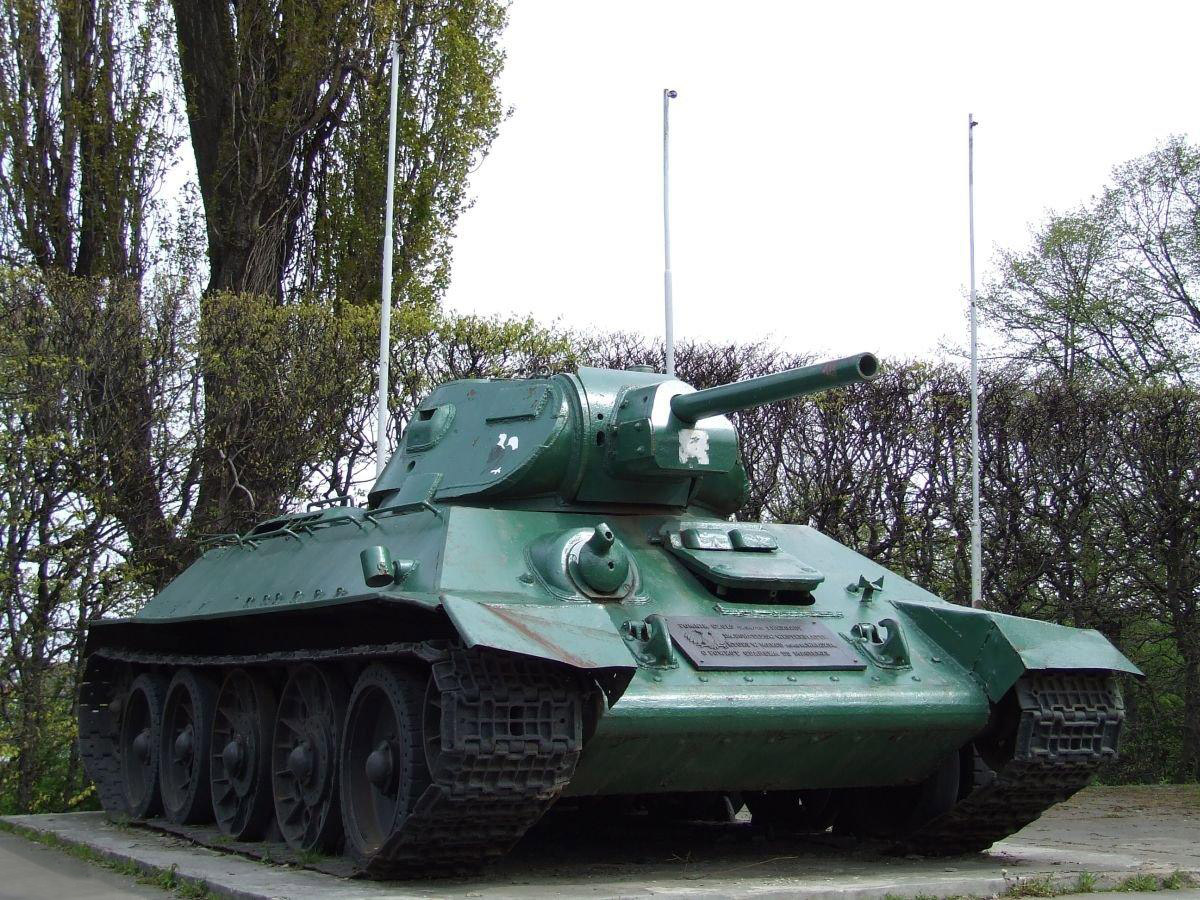
Czteroosobowy T-34 model 1941/42 z armatą kal. 76,2 mm – pierwszy „Rudy” (czołg o numerze bocznym 121 z 1 BPanc będący obecnie pomnikiem w Gdańsku)

Pierwsza załoga (od sierpnia 1943 kiedy Olgierd-Wasyl przyprowadził czołg do września 1944, gdy większość załogi została ranna):
- dowódca – por. Olgierd Jarosz (w książce Wasyl Semen)
- ładowniczy – kpr. Gustaw Jeleń
- kierowca-mechanik – plut. Grigorij Saakaszwili
- strzelec-radiooperator – kpr. Jan Kos

Druga załoga (kwiecień 1945, po śmierci por. Olgierda Jarosza):
- dowódca – sierż. Jan Kos
- ładowniczy – plut. Gustaw Jeleń
- kierowca-mechanik – sierż. Grigorij Saakaszwili
- strzelec-radiooperator – por. Stanisław Kos (ps. West)

Trzecia załoga (kwiecień 1945, od uzupełnienia w Gdańsku do zniszczenia wozu za Odrą):
- dowódca – sierż. Jan Kos
- ładowniczy – plut. Gustaw Jeleń
- kierowca-mechanik – sierż. Grigorij Saakaszwili
- strzelec-radiooperator – szer. Tomasz Czereśniak

### T-34-85
- dowódca – sierż./ppor. Jan Kos

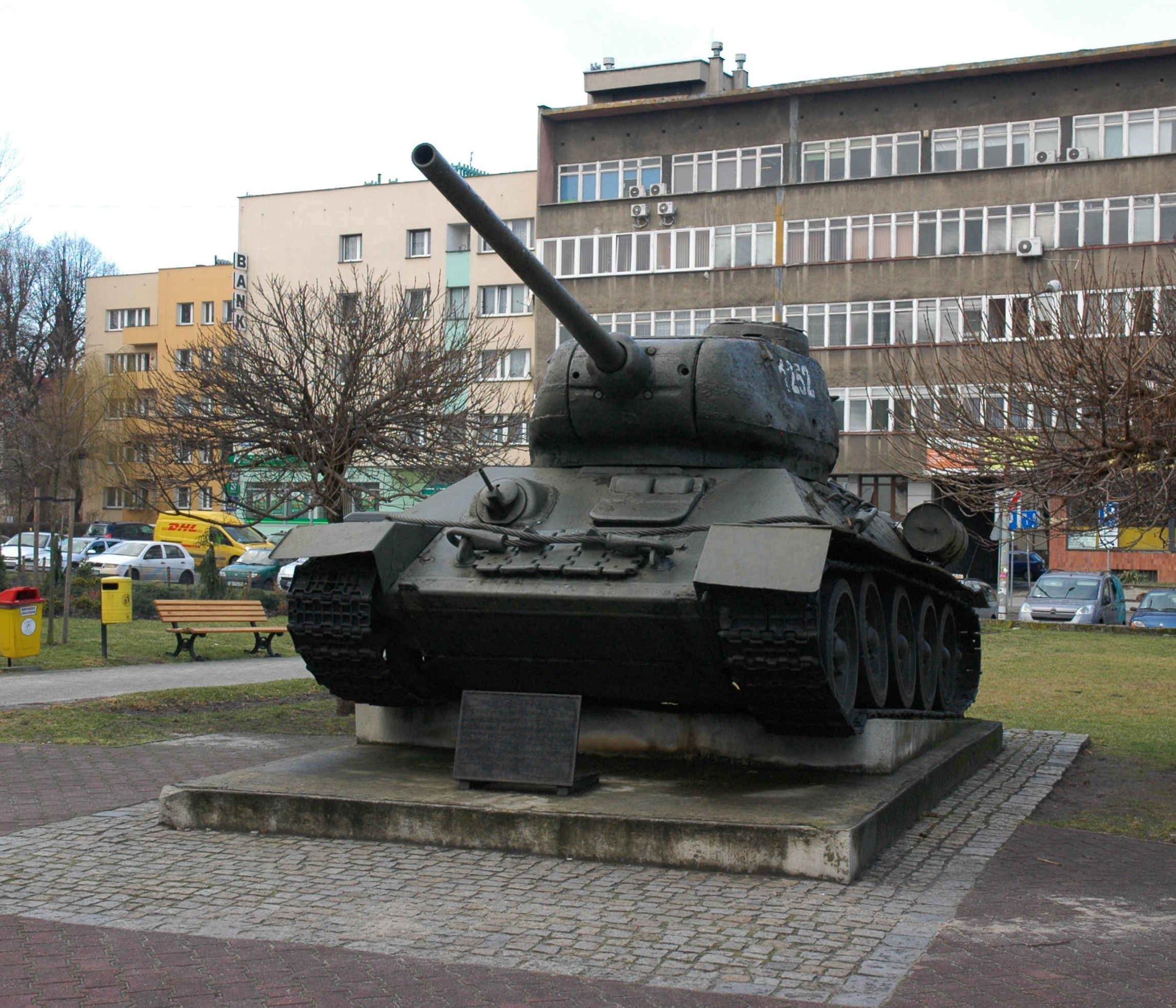
Pięcioosobowy T-34-85 (działo kal. 85 mm) – drugi „Rudy” (czołg o numerze bocznym 1252 z 1 KPanc będący obecnie pomnikiem w Gliwicach)

- działonowy – plut./sierż. Gustaw Jeleń
- ładowniczy – szer./kpr. Tomasz Czereśniak
- kierowca-mechanik – sierż./st. sierż. Grigorij Saakaszwili
- strzelec-radiooperator – kpr./plut. Franciszek Wichura

### Epizodyczni członkowie załogi
- w czasie gdy Janek, Gustlik, Grześ oraz Szarik przebywali w szpitalu, do „Rudego” została przydzielona załoga zastępcza. Olgierd, który odniósł tylko powierzchowne rany pozostał dowódcą czołgu. W serialu nie zostało powiedziane, kto wszedł na miejsce trzech pancernych, ani co się z nimi stało. W książce Wasyl wysłał list do rannych pisząc: „[...] Załogę mam dobrą, złożoną z młodych chłopców, którzy ukończyli szkołę pancerną. Ale po cichu, bardzo po cichutku, powiem wam, że czekam chwili, kiedy znowu będziemy razem [...]”[6].
- por. Stanisław Kos ps. „West” – w walkach na Oksywiu z rozkazu pułkownika dołączył do załogi jako strzelec-radiooperator.
- plut. Lidia Wiśniewska – w czasie walk z desantem spadochroniarzy i w operacji „Hermenegilda” jako strzelec-radiooperator, gdy Tomasz walczył poza czołgiem.
- kpt. Iwan Pawłow – w walkach w podziemiach stacji metra w Berlinie zajął miejsce Wichury, który został z piechurami sierż. Szawełły, natomiast w walkach nad Łabą zastąpił Tomasza wysłanego jako delegat do Warszawy.

## Pierwowzory historyczne
W kompanii sztabowej 1 Pułku Czołgów 1 Brygady Pancernej im. Bohaterów Westerplatte faktycznie służył T-34 model 1941/42, o numerze bocznym 102, którego dowódcą był weteran bitwy pod Lenino, ppor. Wacław Feryniec. W czasie bitwy pod Studziankami, 10 sierpnia 1944, załodze udało się przebić do okrążonego radzieckiego batalionu dostarczając mu zaopatrzenie. Niektórzy z żołnierzy polskich wojsk pancernych faktycznie nadawali swoim czołgom imiona jak zostało to przedstawione w serialu, np. „Rogacz” (T-34-85 nr. 1213 z 4 Brygady Pancernej), „Tadeusz” (IS-2 nr. 5100 z 5 Pułku Czołgów Ciężkich) czy „Komuna” (T-34 nr. 135 z 3 kompanii 1 PCz). Również działo SU-76 ppłk. Wasyla Bryzana, dowódcy 27 Pułku Artylerii Samobieżnej, o numerze taktycznym 500 otrzymało własną nazwę – „Tadeusz Kościuszko”.
W wyniku ciężkich walk na Wale Pomorskim i Pomorzu Gdańskim 1 Brygada Pancerna nie była w stanie kontynuować walki na froncie przez co została pozostawiona w Gdańsku, w celu obrony wybrzeża. Została jednak sformowana kompania dziesięciu sprawnych T-34-85, którą pod dowództwem por. Pawła Dobrynina włączono w skład 4 Pułku Czołgów Ciężkich. Jednostka ta wprawdzie nie wsparła polskich piechurów, artylerzystów i saperów walczących na ulicach Berlina, jak zostało to pokazane w serialu, lecz toczyła boje nad Kanałem Hohenzollernów. Ostatni sprawny wóz kompanii zakończył swój szlak bojowy 5 maja 1945 nad Łabą. Był to czołg o numerze bocznym 217, który dotarł do brygady wraz z uzupełnieniem, zajął miejsce swojego poprzednika – T-34 model 1943. Czołg ten był jednym z czterech T-34-85, które osiągnęły brzeg morza w Trójmieście, w czasie operacji pomorskiej. Podczas operacji berlińskiej dowódcą czołgu 217 był strzelec-radiooperator poprzedniego 217, st. sierż. Stanisław Zieliński.
Wśród uszkodzonych na warszawskiej Pradze czołgów 1 Brygady Pancernej znalazł się 228 chor. Michała Gaja. W czasie walk na Wale Pomorskim, m.in. pod Borujskiem, czołgiści 1 BPanc współdziałali z żołnierzami 1 Samodzielnej Brygady Kawalerii. Podczas szturmu Twierdzy Berlin, obok Armii Czerwonej, walczyli żołnierze Wojska Polskiego. Nie było wśród nich wprawdzie czołgistów, jak przedstawiono to w serialu, jednak boje o stolice nazistowskich Niemiec toczyły 1 Dywizja Piechoty, 2 Brygada Artylerii Haubic, 1 Samodzielna Brygada Moździerzy i 6 Batalion Pontonowo-Mostowy. Również Obóz Koncentracyjny Sachsenhausen (pierwowzór serialowego Kreuzburgu) został wyzwolony bez udziału polskiej broni pancernej przez żołnierzy 2 Dywizji Piechoty.